# أندريه جينجراس
أندريه جينجراس هو مبدع كندي، ولد في 16 نوفمبر 1966 في كندا، وتوفي في 17 فبراير 2013 في بريدا في هولندا بسبب سرطان.